# Otumba (stad)
Otumba de Gómez Farías (Nahuatl: Otompan) een stad in de Mexicaanse deelstaat Mexico. Otumba heeft zo'n 10.000 inwoners en is de hoofdplaats van de gemeente Otumba.
Otumba ligt niet ver van de precolumbiaanse stad Teotihuacán. In de precolumbiaanse periode was Otumba een nederzetting van de Otomí; de naam van de Otumba is afkomstig uit het Nahuatl en betekent 'plaats van de Otomí'. Tijdens de Spaanse verovering van Mexico in 1520 werd hier de slag bij Otumba uitgevochten tussen Hernán Cortés en de Azteekse generaal Matlatzincatzin, die eindigde in een klinkende overwinning van de Spanjaarden. De stad is genoemd naar de 19e-eeuwse president Valentín Gómez Farías.
Naar Otumba stroomde sinds de 16e eeuw water over het aquaduct van Padre Tembleque.

## Galerij

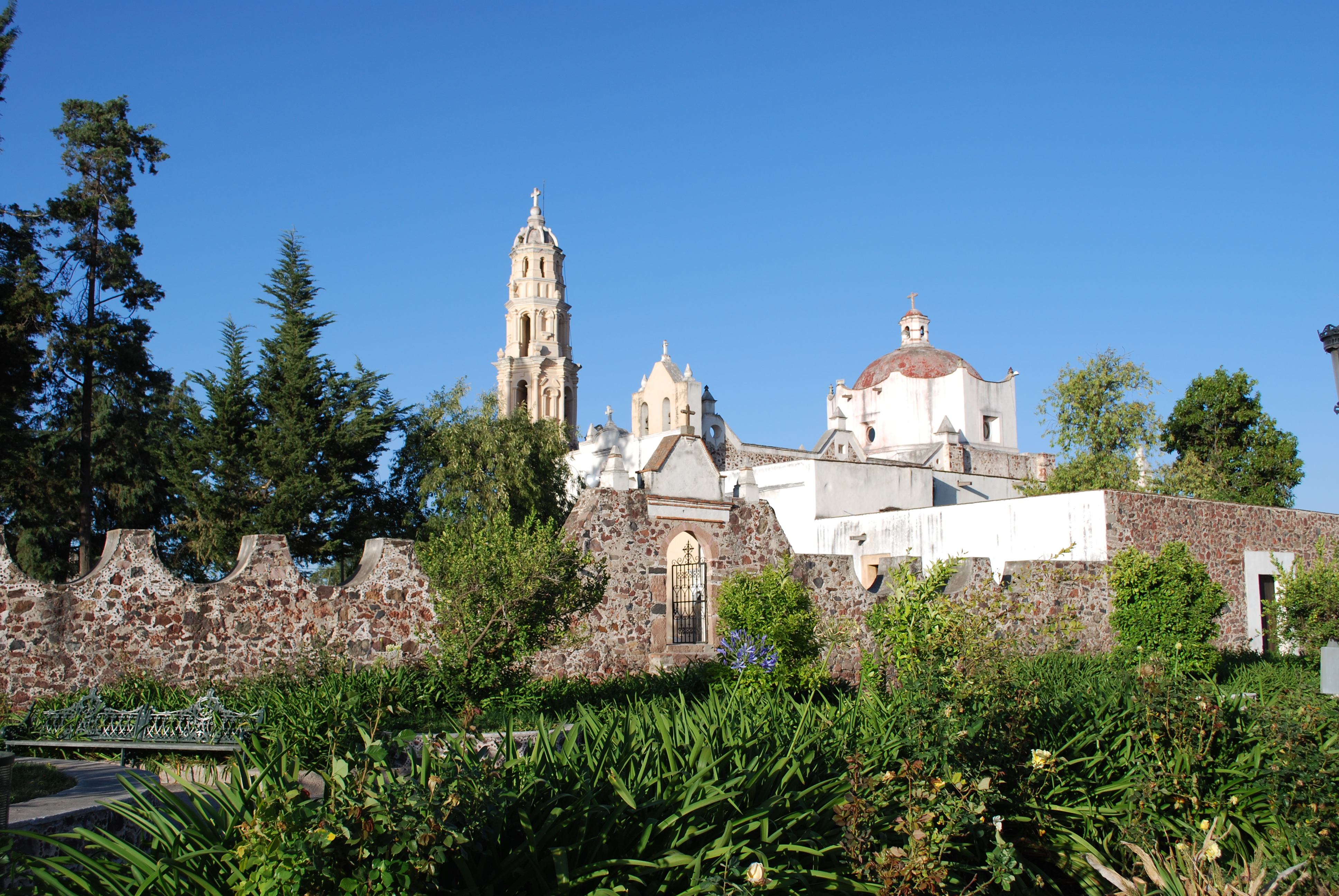
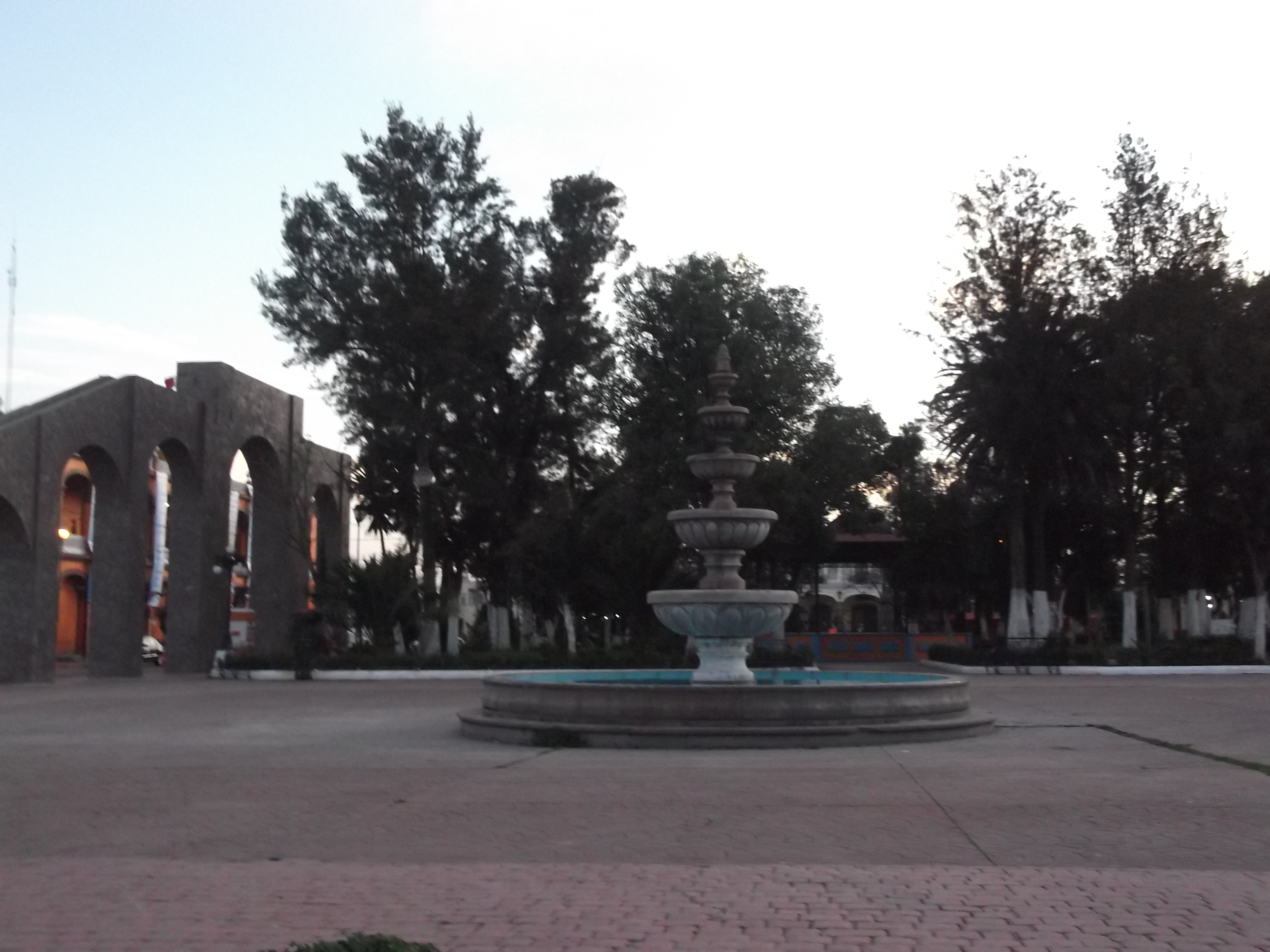
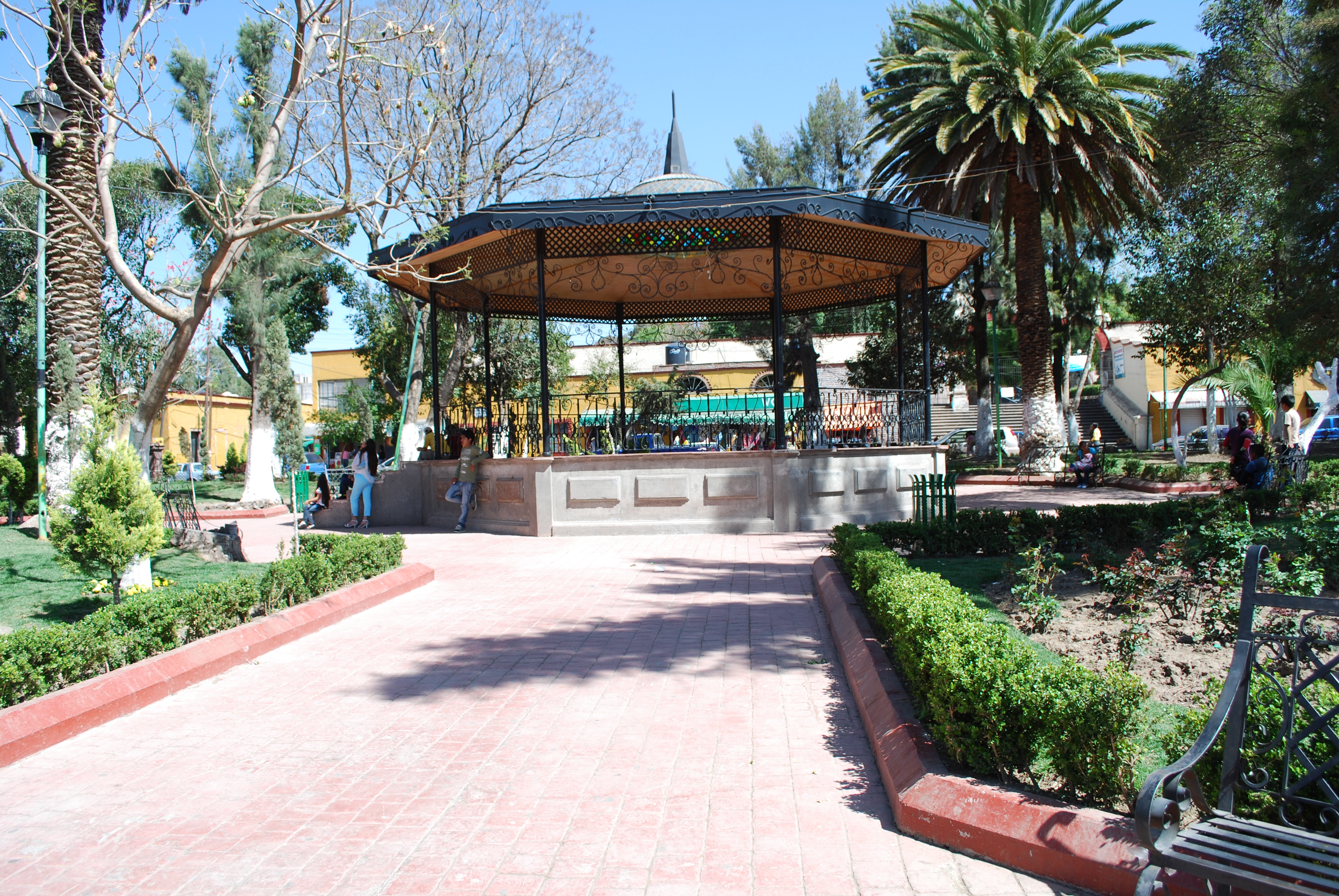